# Сапотеки
Сапоте́ки — индейский народ в Мексике. Расселены в штате Оахака и в некоторых районах штатов Чьяпас, Герреро, Веракрус. Численность — около 450 тыс. человек. По религии формально — католики, но сохраняют традиционные верования. Сапотеки не имеют единого этнического самосознания, метисированы, издавна имели контакты с народами михе, соке, хуаве, чонталь, испытали их влияние.

## Название
Изначально название было экзоэтнонимом, которое происходит из ацтекского языка и означает «жители места, где растёт сапотовое дерево».

## Язык
Сапотеки говорят на сапотекских языках ото-мангской языковой семьи. 
В древности у сапотеков существовала собственная сапотекская письменность (не дешифрована). В настоящее время они пользуются латиницей на основе испанской письменности.

## Быт
Основные занятия — поливное земледелие (маис, бобовые, тыквенные, зерновые, сахарный тростник, огородные культуры), рыболовство, животноводство (крупный и мелкий рогатый скот, лошади, свиньи, птица), ремесла (кожевенное, ткачество).
Поселения (пуэбло) разные: густонаселенные, с густонаселенным центром и прилегающими хуторами, с разбросанной планировкой. Жилище — однокамерное, квадратное, глинобитное, деревянное, крыша — четырехскатная, соломенная. Кухня — вне дома.
Одежда — общемексиканского типа. Женщины повязывают голову платком наподобие тюрбана или широким шарфом, спускающимся до плеч.
Современные сапотеки заняты на сезонных работах на табачных, кофейных и сахарных плантациях, работают по найму в США. Ряд выдающихся деятелей Мексики, например, президент Бенито Хуарес, были по происхождению сапотеки.

## Социальная организация
Основа общества — малая семья. Родственники часто селятся по соседству. Брак — моногамный, патрилокальный или неолокальный.

## Религия
Из богов сапотеков известны: Питао-Шоо, Косаана и Уичаана, Косихо-Питао («великий Косихо»), Питао-Кособи, Питао-Сих, Питао-Пихи, Питао-Шикала, Коки-лао, Пишее.

## Культура
В быту и фольклоре заметно влияние традиций доиспанского прошлого. Существует сапотекское иероглифическое письмо, сходное с письмом ольмеков и майя. Опубликовано более 50 текстов. 
Это надписи на каменных памятниках, победных стелах и в погребальных склепах.

## Известные сапотеки
- Рамирес Перес, Инес — крестьянка, сама себе сделавшая кесарево сечение.
- Хуарес, Бенито Пабло — президент Мексики.
- Энестроса, Андрес — мексиканский писатель и политик.